# Lista över fornlämningar i Linköpings kommun (Björkeberg)
Lista över fornlämningar i Linköpings kommun (Björkeberg) är en förteckning av ett urval av de fornlämningar som finns i Björkeberg i Linköpings kommun.
| Namn            | Lämningstyp                 | Tillkomsttid | Historisk indelning      | Plats | Läge                 | ID-nr          | Bild                                 |
| --------------- | --------------------------- | ------------ | ------------------------ | ----- | -------------------- | -------------- | ------------------------------------ |
| Björkeberg 1:1  | Stensättning                |              | Björkeberg, Östergötland |       | 58.438457, 15.380265 | 10040500010001 | Ladda upp en bild av detta fornminne |
| Björkeberg 2:1  | Stensättning                |              | Björkeberg, Östergötland |       | 58.436359, 15.375028 | 10040500020001 | Ladda upp en bild av detta fornminne |
| Björkeberg 3:1  | Stensättning                |              | Björkeberg, Östergötland |       | 58.433992, 15.375815 | 10040500030001 | Ladda upp en bild av detta fornminne |
| Björkeberg 5:2  | Stensättning                |              | Björkeberg, Östergötland |       | 58.450703, 15.390703 | 10040500050002 | Ladda upp en bild av detta fornminne |
| Björkeberg 6:1  | Stensättning                |              | Björkeberg, Östergötland |       | 58.448024, 15.391377 | 10040500060001 | Ladda upp en bild av detta fornminne |
| Björkeberg 6:2  | Grav markerad av sten/block |              | Björkeberg, Östergötland |       | 58.448126, 15.391404 | 10040500060002 | Ladda upp en bild av detta fornminne |
| Björkeberg 9:1  | Stensättning                |              | Björkeberg, Östergötland |       | 58.443602, 15.410114 | 10040500090001 | Ladda upp en bild av detta fornminne |
| Björkeberg 13:1 | Stensättning                |              | Björkeberg, Östergötland |       | 58.449913, 15.366439 | 10040500130001 | Ladda upp en bild av detta fornminne |
| Björkeberg 14:1 | Stensättning                |              | Björkeberg, Östergötland |       | 58.452296, 15.369267 | 10040500140001 | Ladda upp en bild av detta fornminne |
| Björkeberg 16:1 | Gravfält                    |              | Björkeberg, Östergötland |       | 58.455790, 15.398920 | 10040500160001 | Ladda upp en bild av detta fornminne |
| Björkeberg 17:1 | Gravfält                    |              | Björkeberg, Östergötland |       | 58.449993, 15.385636 | 10040500170001 | Ladda upp en bild av detta fornminne |
| Björkeberg 19:1 | Gravfält                    |              | Björkeberg, Östergötland |       | 58.448943, 15.383655 | 10040500190001 | Ladda upp en bild av detta fornminne |
| Björkeberg 21:1 | Gravfält                    |              | Björkeberg, Östergötland |       | 58.445484, 15.395889 | 10040500210001 | Ladda upp en bild av detta fornminne |
| Björkeberg 22:1 | Stensättning                |              | Björkeberg, Östergötland |       | 58.445227, 15.411287 | 10040500220001 | Ladda upp en bild av detta fornminne |
| Björkeberg 23:1 | Stensättning                |              | Björkeberg, Östergötland |       | 58.444682, 15.409395 | 10040500230001 | Ladda upp en bild av detta fornminne |
| Björkeberg 23:2 | Stensättning                |              | Björkeberg, Östergötland |       | 58.444805, 15.409509 | 10040500230002 | Ladda upp en bild av detta fornminne |
| Björkeberg 24:1 | Stensättning                |              | Björkeberg, Östergötland |       | 58.446689, 15.402638 | 10040500240001 | Ladda upp en bild av detta fornminne |
| Björkeberg 24:2 | Stensättning                |              | Björkeberg, Östergötland |       | 58.446857, 15.402809 | 10040500240002 | Ladda upp en bild av detta fornminne |
| Björkeberg 24:3 | Stensättning                |              | Björkeberg, Östergötland |       | 58.446584, 15.402767 | 10040500240003 | Ladda upp en bild av detta fornminne |
| Björkeberg 24:4 | Stensättning                |              | Björkeberg, Östergötland |       | 58.446772, 15.402718 | 10040500240004 | Ladda upp en bild av detta fornminne |
| Björkeberg 25:1 | Stensättning                |              | Björkeberg, Östergötland |       | 58.447992, 15.409229 | 10040500250001 | Ladda upp en bild av detta fornminne |
| Björkeberg 26:1 | Stensättning                |              | Björkeberg, Östergötland |       | 58.450178, 15.414825 | 10040500260001 | Ladda upp en bild av detta fornminne |
| Björkeberg 27:1 | Stensättning                |              | Björkeberg, Östergötland |       | 58.451489, 15.414245 | 10040500270001 | Ladda upp en bild av detta fornminne |
| Björkeberg 30:1 | Stensättning                |              | Björkeberg, Östergötland |       | 58.445576, 15.412471 | 10040500300001 | Ladda upp en bild av detta fornminne |
| Björkeberg 31:1 | Stensättning                |              | Björkeberg, Östergötland |       | 58.445173, 15.413514 | 10040500310001 | Ladda upp en bild av detta fornminne |
| Björkeberg 31:2 | Stensättning                |              | Björkeberg, Östergötland |       | 58.445379, 15.413085 | 10040500310002 | Ladda upp en bild av detta fornminne |
| Björkeberg 33:1 | Stensättning                |              | Björkeberg, Östergötland |       | 58.440190, 15.378189 | 10040500330001 | Ladda upp en bild av detta fornminne |
| Björkeberg 34:1 | Stensättning                |              | Björkeberg, Östergötland |       | 58.439155, 15.378446 | 10040500340001 | Ladda upp en bild av detta fornminne |
| Björkeberg 35:1 | Stensättning                |              | Björkeberg, Östergötland |       | 58.444216, 15.409683 | 10040500350001 | Ladda upp en bild av detta fornminne |
| Björkeberg 36:1 | Gravfält                    |              | Björkeberg, Östergötland |       | 58.451445, 15.412817 | 10040500360001 | Ladda upp en bild av detta fornminne |
| Björkeberg 39:1 | Stensättning                |              | Björkeberg, Östergötland |       | 58.448286, 15.411130 | 10040500390001 | Ladda upp en bild av detta fornminne |
| Björkeberg 40:1 | Stensättning                |              | Björkeberg, Östergötland |       | 58.453050, 15.406361 | 10040500400001 | Ladda upp en bild av detta fornminne |
| Björkeberg 41:1 | Stensättning                |              | Björkeberg, Östergötland |       | 58.453240, 15.368343 | 10040500410001 | Ladda upp en bild av detta fornminne |
| Björkeberg 46:1 | Stensättning                |              | Björkeberg, Östergötland |       | 58.449211, 15.390250 | 10040500460001 | Ladda upp en bild av detta fornminne |
| Björkeberg 46:2 | Stensättning                |              | Björkeberg, Östergötland |       | 58.449131, 15.390050 | 10040500460002 | Ladda upp en bild av detta fornminne |
| Björkeberg 46:3 | Stensättning                |              | Björkeberg, Östergötland |       | 58.449020, 15.389871 | 10040500460003 | Ladda upp en bild av detta fornminne |